# Walidacja gerontologiczna
Walidacja gerontologiczna – holistyczna koncepcja i metoda terapeutyczna w pracy i komunikacji z ludźmi starszymi z demencją opracowana przez niemiecko-amerykańską terapeutkę pochodzenia żydowskiego, Naomi Feil w latach 1963-1980, a potem doskonalona. Większość opracowań fachowych uznaje ją za jedyną sprawdzoną metodę nie powodującą w toku terapii pogorszenia się stanu zdezorientowanego seniora. Poprawnie realizowana jest modelem emocjonalnego rozwoju na ostatnim etapie życia człowieka.

## Charakterystyka metody
Metoda wychodzi z założenia, że diagnoza medyczna tylko ogólnie przedstawia prawdę o danej osobie, a w podeszłym wieku następuje u człowieka utrata wielu umiejętności kognitywnych, następują głębokie przekształcenia w obszarze pamięci – na pierwszy plan wysuwają się wydarzenia sprzed wielu lat (dziesięcioleci), a teraźniejszość  i orientacja czasowo-przestrzenna staje się mniej wyrazista. Dla osób starszych coraz mniejszą rolę odgrywa czas, kalendarz, pory dnia i konsekwentne planowanie oraz kontynuowanie czynności. Im proces ten staje się głębszy, a destrukcja intelektualna rozleglejsza, tym większe problemy ma senior z utrzymaniem kontaktów ze światem realnym, a rzeczywistość staje się dlań obca i niejednokrotnie przerażająca. 

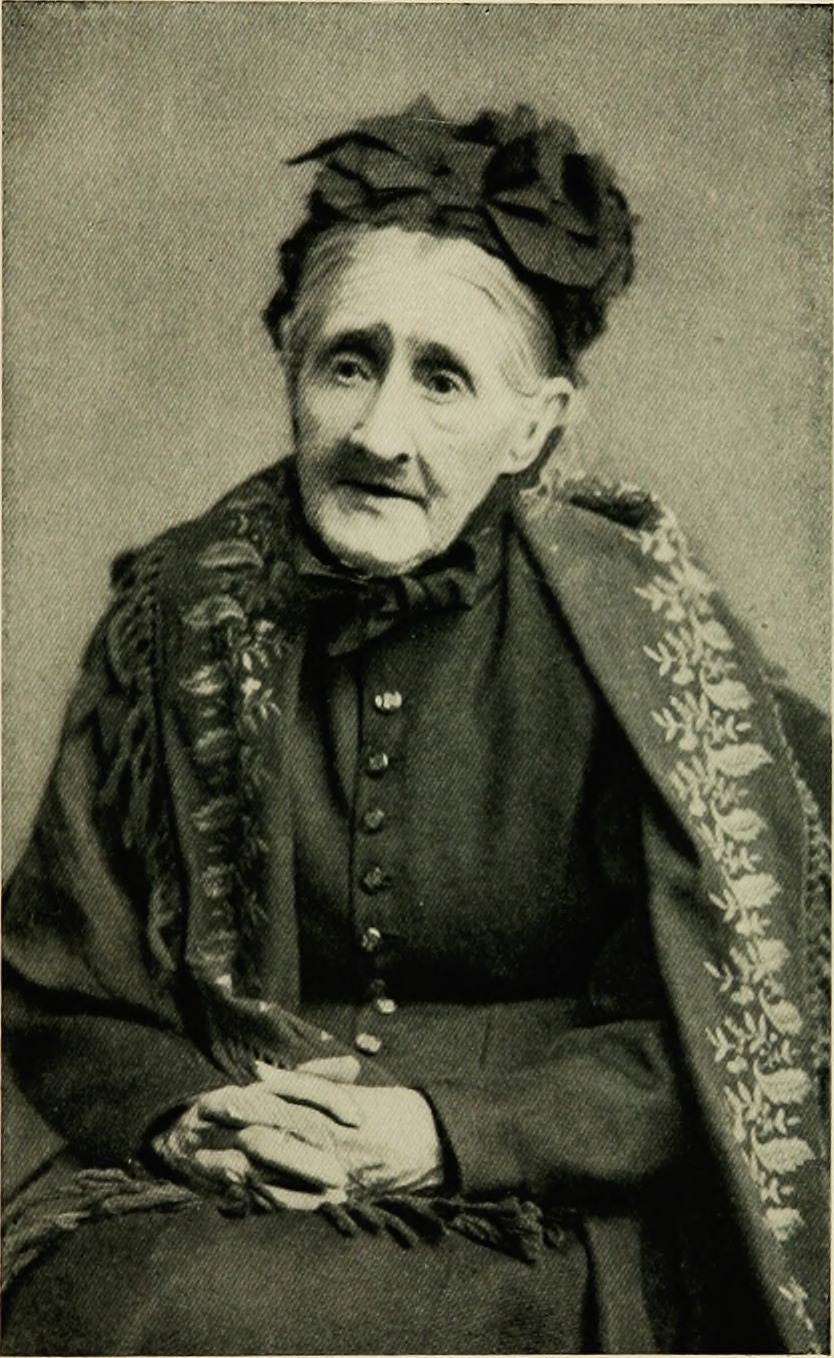
Starsza osoba z demencją

W myśl zasad walidacji gerontologicznej błędem są próby przywracania starszych ludzi na siłę do realności, co jest podstawą np. ROT, czyli techniki treningu orientacyjnego w rzeczywistości. Poddanie seniora takim czynnościom (zwłaszcza pod przymusem) buduje w nim przede wszystkim przekonanie niezrozumienia, lekceważenia oraz wyrwania ze świata, który jest dlań i tak trudny do zrozumienia i został już przez niego (przynajmniej częściowo) zaakceptowany i uformowany na nowych zasadach, dając poczucie względnego bezpieczeństwa. Inne niż walidacja metody terapeutyczne, abstrahujące od utraty przez podopiecznego poczucia realności, przy jednoczesnym zachowaniu zdolności emocjonalnych, nie tylko pozostają nieskuteczne w pracy z otępiałymi ludźmi starszymi, ale mogą nawet wywołać dodatkowe zaburzenia utrudniające i tak już niełatwy kontakt. Praktyka stosowania walidacji zakłada, że seniora z otępieniem nie można już zmienić, nie ma to sensu, a prowadzenie działań w tym kierunku może naruszać godność starszego człowieka. Zmieniać należy natomiast postrzeganie problemów osoby starszej i postawę opiekuna względem tej osoby. 
Według Naomi Feil opiekun osoby starszej powinien w pierwszej kolejności wczuć się w świat przeżyć podopiecznego, docenić jego wartości, przeżycia i nastroje, iść krok za krokiem śladami seniora i pozwalać jego osobie wyznaczać kierunek kontaktów i rozmów. W myśl tych zasad treścią walidacji jest zatem specyficzne nastawienie do problemów seniora i wynikający z tego model komunikowania się oraz praktycznego obchodzenia się z podopiecznym oparty na pozytywnych emocjach i relacjach międzyludzkich (zasada akceptuj – nie przeszkadzaj). Opiekun przyjmuje do wiadomości zachowania seniora – nie wartościuje ich, nie stara się wchodzić w logikę treści komunikowanych przez podopiecznego, a tym bardziej korygować ich i aktualizować względem czasu i przestrzeni. Najistotniejszą cechą kontaktów jest skupienie na tym, co dla seniora ważne w danym momencie – co dla niego rzeczywiste i realne. Opiekun w jak największym zakresie przyjmuje więc perspektywę oglądu świata prezentowaną przez człowieka starszego. Podczas kontaktów unika się wnikania w szczegóły treściowe, a także wspomaga się wypowiedzi słowami i gestami budującymi pozytywne relacje uczuciowe i emocjonalne. Według Jana Gielasa (gerontologa) walidacja jest podróżą w przestrzeni i w czasie do miejsc i zdarzeń, w których przebywają zdezorientowani intelektualnie seniorzy – żyjący przeszłością, odizolowani od teraźniejszości. Walidacja jest chwilowym odejściem od tego, co racjonalne, zmierzone i wyważone, można ją też traktować jako swoistą inteligencję opiekuńczo-pielęgniarską. Holenderska pielęgniarka Cora van der Kooij określiła natomiast metodę mianem otwierania zamkniętych drzwi do wewnętrznego świata otępiałych starszych ludzi. Siłowe konfrontowanie seniorów z rzeczywistością, przy posuniętej demencji, nie przynosi żadnych efektów ani postępów terapeutycznych, natomiast może spowodować dodatkową dezorientację, lęki i agresję u podopiecznego.
Opiekun, przyjmując zasadę maksymalnego zorientowania na seniora, używa prostego (nie infantylnego) języka, jednoznacznych słów, stawia celowe i proste pytania odnośnie do najtrudniejszych przeżyć podopiecznego, werbalizuje jego przeżycia, bazując przy tym na zmysłach preferowanych przez starszą osobę (obraz, dotyk, dźwięk). Przy osobach ze stereotypiami ruchowymi i bardzo słabym kontakcie z rzeczywistością, opiekun winien naśladować ruchy danej osoby, jej mimikę, a nawet rytm oddechu (tzw. strategia lustra). Głos w rozmowie powinien być łagodny, spokojny, kontakt wzrokowy – intensywny, a uczucia własne zredukowane na rzecz wczucia się w osobę podopiecznego.
Prawidłowo przeprowadzany proces walidacji gerontologicznej redukuje u podopiecznego lęki, agresję, łagodzi kryzysy, ułatwia współistnienie w grupach, pozwala wyjaśniać wiele nietypowych lub pozornie dziwacznych zachowań.
Niektórzy praktycy zwracają uwagę na feministyczny aspekt walidacji, podkreślając, że wiele z jego elementów jest najlepiej rozumianych i wykonywanych przez kobiety: wykazywanie się w toku działań intuicją, reagowanie zarówno racjonalne, jak i emocjonalne.

## Krytyka
Krytycy metody zarzucają jej przede wszystkim ogromną czaso- i pracochłonność, co dotyczy pełnej wersji prowadzenia terapii (istnieją też wersje skrócone, bardziej powierzchowne, stosowane w dużych ośrodkach dla seniorów, gdzie nie zawsze pracuje dostateczna liczba personelu). Stosowanie metody wymaga od opiekuna cierpliwości i wyrozumiałości, empatii, a także odporności na przejściowe niepowodzenia. Konieczne jest również dogłębne poznanie biografii podopiecznego, co ma kluczowe znaczenie dla rozpoznania indywidualnych rytuałów, przyzwyczajeń i symboli, jak również różnego rodzaju (pozornie niezrozumiałych) natrętnych ruchów wykonywanych przez daną osobę. Tego rodzaju wymagania metodyczne prokurują konieczność długofalowego kontaktu z podopiecznym, co w placówkach opiekuńczych utrudnia fluktuacja personelu, a także częsty brak wystarczającej ilości czasu.

## Rozwój
Walidacja gerontologiczna to metoda autorska opracowana przez Naomi Feil. Niezależnie od tego różne naukowe ośrodki gerontologiczne starają się ją rozwijać i twórczo się doń ustosunkowywać. Twórczyni, budując ją, oprócz istotnego wkładu własnego, kompilowała przede wszystkim już ugruntowaną wiedzę takich naukowców jak Carl Rogers, Zygmunt Freud, Abraham Maslow, Carl Gustav Jung, czy Wilder Penfield.
Metodą zbliżoną do walidacji jest model psychobiograficzny autorstwa Erwina Böhma.